# Linafallet
Linafallet är med sina 16 meters fallhöjd Norrbottens högsta vattenfall. Linafallet ligger i den norra delen av Överkalix kommun, på gränsen till Gällivare kommun, där Linaälven och Ängesån rinner samman.

### Fotnoter
1. ↑  ”Linafallet”. Heart of Lapland. Arkiverad från originalet den 5 september 2012. https://archive.is/20120905191346/http://www.heartoflapland.com/sv/resmaal/oeverkalix/aktiviteter-sevaerdheter/produkt.aspx?p=208303. Läst 6 maj 2012.